# Berlin Görlitzer Bahnhof
Der Görlitzer Bahnhof war ein im Berliner Ortsteil Kreuzberg gelegener Kopfbahnhof und Ausgangspunkt der Eisenbahnstrecke über Königs Wusterhausen, Lübben, Lübbenau und Cottbus nach Görlitz. Auf dem ausgedehnten Bahnhofsgelände befindet sich seit den 1990er Jahren der Görlitzer Park. Den Namen Görlitzer Bahnhof trägt heute nur noch der in der Nähe gelegene U-Bahnhof Görlitzer Bahnhof.
Im Nordwesten des Geländes liegt der Spreewaldplatz, der damalige Bahnhofsvorplatz. Im Norden schließt der Lausitzer Platz mit der zwischen 1890 und 1893 nach Planungen von August Orth erbauten Emmauskirche das Gebiet ab, getrennt vom Bahnhofsgelände durch den Viadukt der auf der heutigen Skalitzer Straße verlaufenden Hochbahntrasse der ersten Berliner U-Bahn. Im Süden grenzt das Gelände an den Landwehrkanal und damit an den Ortsteil Alt-Treptow.

## Geschichte

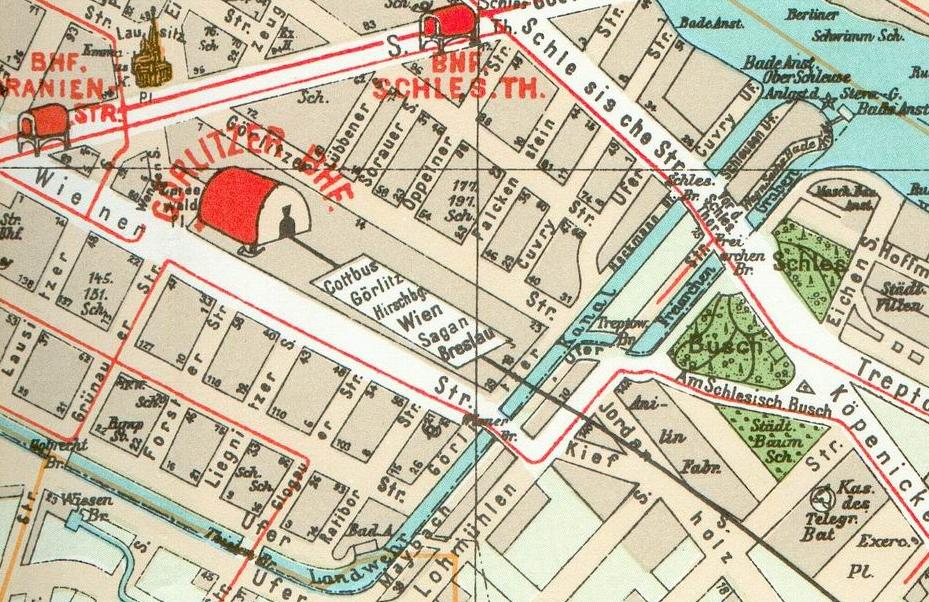
Stadtplan 1902: das Gebiet rund um die Lohmühleninsel. Der Görlitzer Bahnhof lag nordwestlich der Insel.

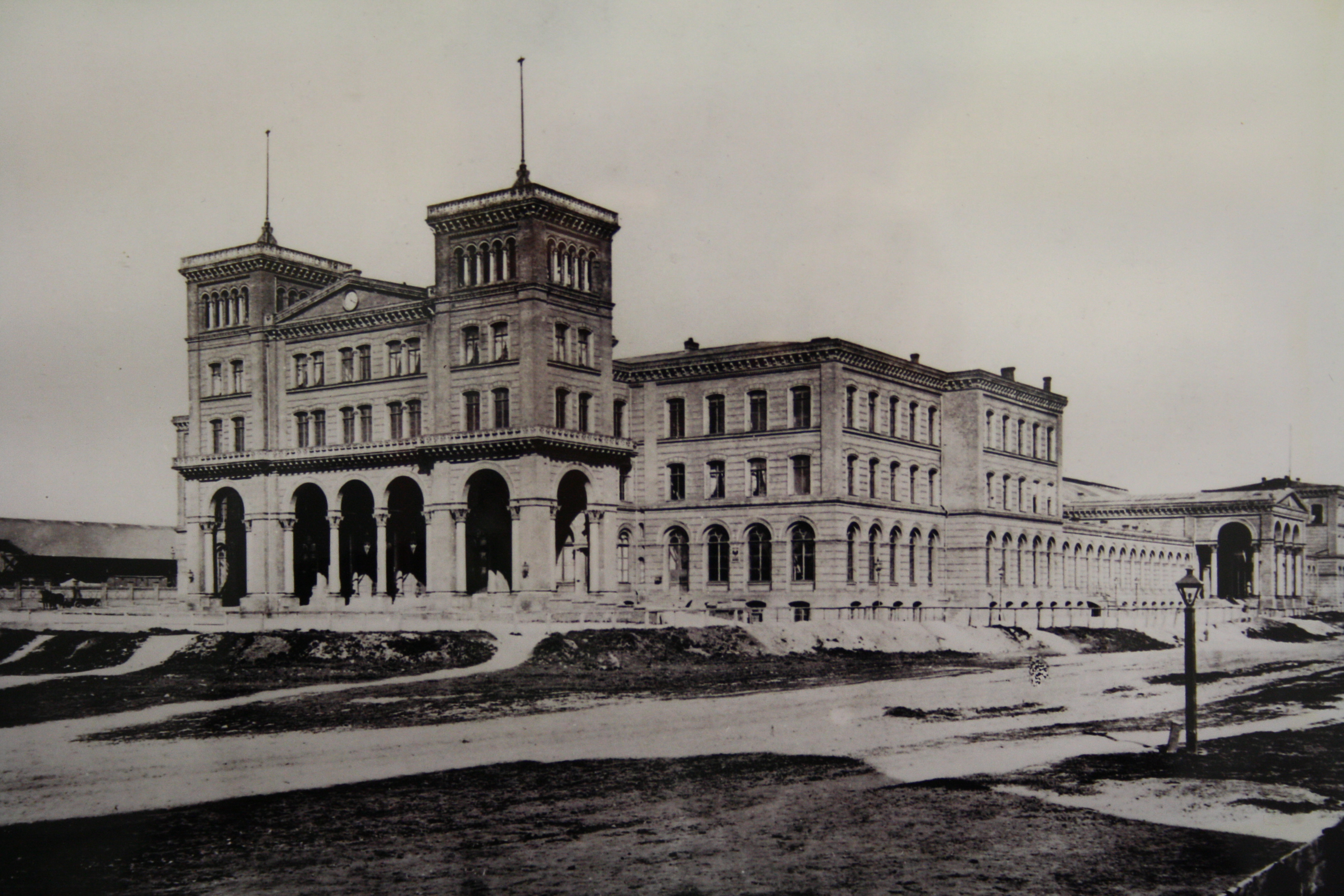
Bahnhofsgebäude zur Zeit der Eröffnung

Der Görlitzer Bahnhof war Endpunkt einer Privatbahnlinie des „Eisenbahnkönigs“ Strousberg, der Berlin-Görlitzer Eisenbahn, dort mit Anschlüssen nach Breslau und Wien. Das Bahnhofsgebäude im Neorenaissancestil geht wie die Emmauskirche auf Entwürfe des Architekten August Orth zurück. Der Baubeginn lag im Jahr 1865. Da das Gelände sehr weitläufig war, wurde als Abkürzung für querende Fußgänger etwa in der Mitte unter dem Bahnhofsgelände zwischen dem Ende der Liegnitzer Straße und der Oppelner Straße ein Fußgängertunnel angelegt, im Volksmund „Görlitzer Tunnel“ genannt.

### Betriebsphase

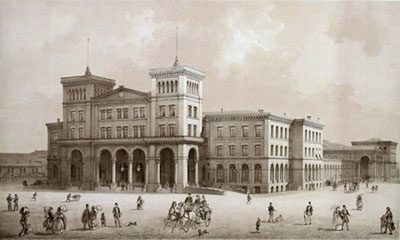
Görlitzer Bahnhof, 1872

Am 13. Juni 1866 fuhr hier der erste Zug: Ein Militärzug in den Preußisch-Österreichischen Krieg. Am 13. September wurde der Abschnitt bis Cottbus und damit der Görlitzer Bahnhof in Berlin offiziell für den Personenverkehr eröffnet, am 31. Dezember 1867 ging die komplette Strecke der Görlitzer Bahn in Betrieb. Der Görlitzer Bahnhof war – wie die meisten Fernbahnhöfe in Berlin – ein Kopfbahnhof.
Die Eisenbahn nach Görlitz verlief durch den Spreewald und die Lausitz und dann weiter nach Schlesien, woran auch zahlreiche Namen der umliegenden Straßen und Plätze im „Schlesischen Viertel“ erinnern. Der Bahnhof war über ein in das Pflaster der Skalitzer / Gitschiner Straße eingelassenes Gleis mit den Gaswerken an der Prinzenstraße (heute: Böcklerpark/Prinzenbad) verbunden, die auf diesem Weg auch mit Kohle versorgt wurden. Im Fahrplan von 1914 gab es vom Görlitzer Bahnhof Züge über Cottbus nach Görlitz und nach Breslau.
Seit 1902 passiert die Berliner U-Bahn die Skalitzer Straße, sie hält unter anderem auch an einem gleichnamigen Hochbahnhof.
In den 1930er Jahren war geplant, den Kopfbahnhof aufzugeben und dafür das gesamte Areal über eine als Ost-West-S-Bahn bezeichnete Tunnelstrecke bis hin zum Anhalter Bahnhof anzuschließen. Vorgesehen war eine Station Görlitzer Bahnhof unmittelbar am Spreewaldplatz. Nach 1945 wurden diese Pläne seitens des Berliner Senats weiterverfolgt und erst 1985 aufgegeben.

### Zweiter Weltkrieg

#### Ausgangslage

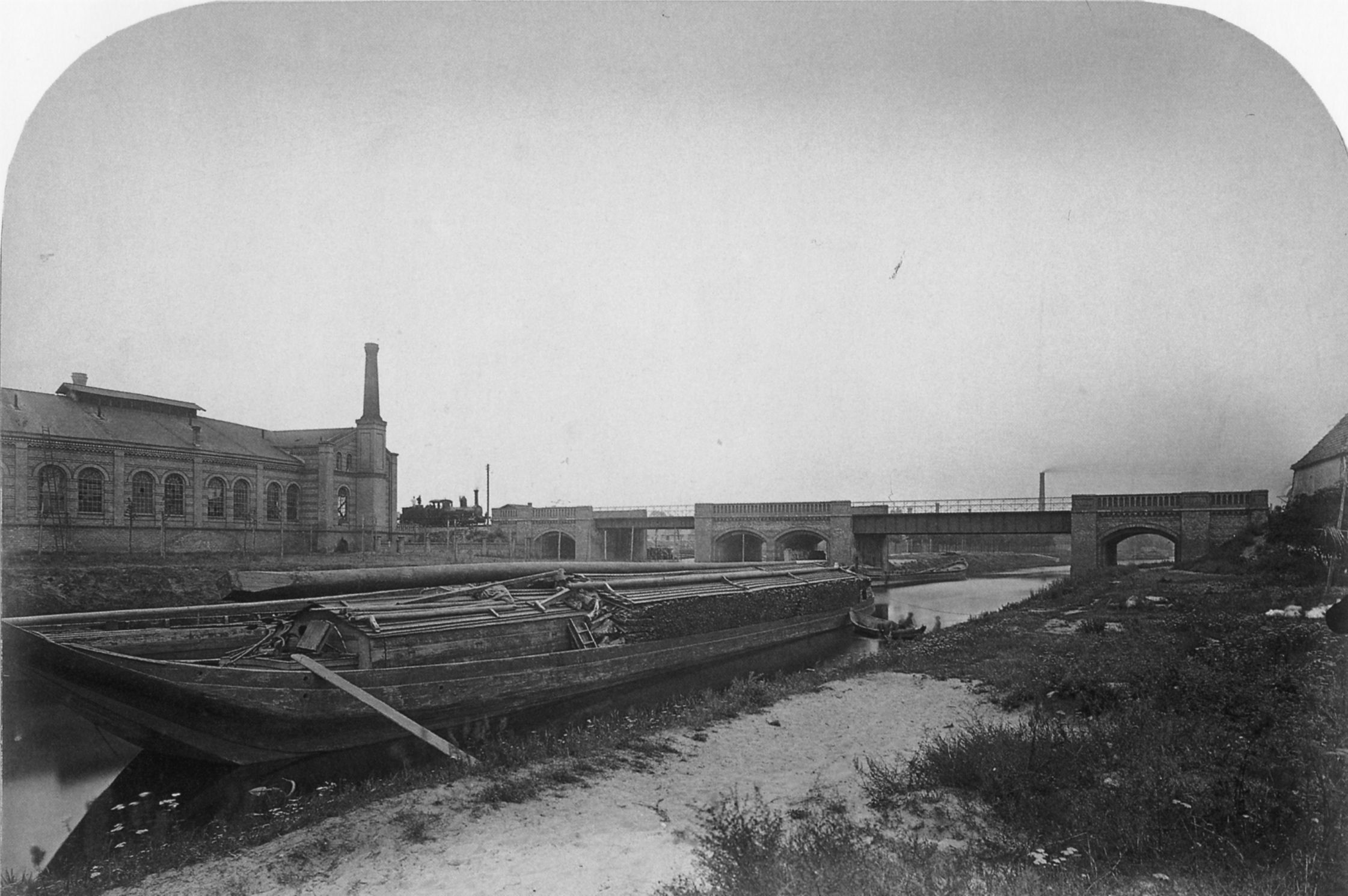
Bahnbrücke der Görlitzer Bahn über den Landwehrkanal, links der Ringlokschuppen des Görlitzer Bahnhofs, 1869

Am Ende des Zweiten Weltkriegs war in der Schlacht um Berlin auch der Görlitzer Bahnhof ein Brennpunkt der Kämpfe. Nachdem die Stadtgrenze im Osten Berlins am 21. April 1945 erreicht worden war, setzte der Sowjetmarschall Schukow von Lichtenberg aus die 5. Stoßarmee des Generals Bersarin gegen den Schlesischen Bahnhof (heute: Ostbahnhof) und den Görlitzer Bahnhof ein, um den Weg durch die südöstlichen Stadtgebiete abzukürzen. Damit zielte er über Kreuzberg ins Stadtzentrum.

#### Frontbereich
Die 5. Stoßarmee hatte am 21. April die Stadtgrenze bei Marzahn überschritten und befand sich am 24. April in Friedrichshain. Da die Oberbaumbrücke am 23. April in der Mitte gesprengt worden war, setzte die Rote Armee am 25. April von Treptow aus über den Landwehrkanal. Dabei wurde „das [sowjetische] 9. Korps […] in heftige Kämpfe im Gebiet um den Görlitzer Bahnhof verwickelt, der das Zentrum ihrer Front beherrschte.“
Brennpunkt der Kämpfe waren zuerst die Eisenbahnbrücken über den Kanal. Danach war das gesamte Gelände mit seinen Bauten einbezogen.
„Am Morgen des 26. April unternahmen Krukenbergs Einheiten der Division ‚Nordland‘ einen Gegenangriff in Neukölln und auf dem Gelände des Görlitzer Bahnhofs – ihre Gegner waren Einheiten des 4. Gardekorps und des 9. Korps“ Bersarins. ‚Nordland‘ dringt mit Erfolg vor und verschanzt sich im Rathaus Neukölln im vom Gegner besetzten Umfeld. „Eine Gruppe Hitlerjugend wurde als Verstärkung entsandt“. In der Nacht gelingt der Ausbruch zurück zu den eigenen Linien.
Nach diesem hartnäckigen Widerstand drang erst am 27. April „das 9. Korps Bersarins […] in Kreuzberg ein und erreichte den Moritzplatz.“
Durch die Konzentration der Artillerie auf das Bahngelände blieben die umliegenden Stadtviertel von Kreuzberg SO 36 und Neukölln weitgehend von der Zerstörung verschont.

### Nachkriegszeit
Durch die Kämpfe Ende April 1945 war auch das Bahnhofsgebäude beschädigt worden. Am 29. April 1951 wurde der letzte Vorortzug nach Königs Wusterhausen abgefertigt. Einen Tag später übernahm die elektrische S-Bahn diese Verbindung über Ostkreuz, ohne West-Berlin zu durchfahren.
Nach dem Wegfall des Zugverkehrs wurden die Gebäude auf Betreiben des damaligen Bausenators Rolf Schwedler trotz Protesten der Bevölkerung Kreuzbergs in den Jahren zwischen 1961 und 1967 schrittweise abgebrochen. Begründet wurde dies mit dem Ziel der Neubebauung des nicht mehr benötigten Bahngeländes, die allerdings niemals erfolgte. Auch zum Bau der in den 1970er Jahren geplanten Südtangente der Berliner Stadtautobahn über das Gelände des Bahnhofs ist es niemals gekommen. In den 1980er Jahren wurde ein Erlebnisbad unter dem Namen Bad am Spreewaldplatz erbaut, und ein Stadtteilpark nach Plänen der Freien Planungsgruppe Berlin auf dem Bahngelände errichtet. Die noch vorhandenen Güterschuppen wurden in das Konzept einbezogen.
Am Bahnhof Schöneweide betrieb die DDR eine Zollabfertigung für West-Berliner Güterzüge, die den Görlitzer Bahnhof von Neukölln her anfuhren. Am 13. August 1961 wurde die Verbindung dann durch den Mauerbau unterbrochen. Danach war der Görlitzer Güterbahnhof nur noch über eine Zufahrt vom – in Neukölln gelegenen – Güterbahnhof Treptow zu erreichen.

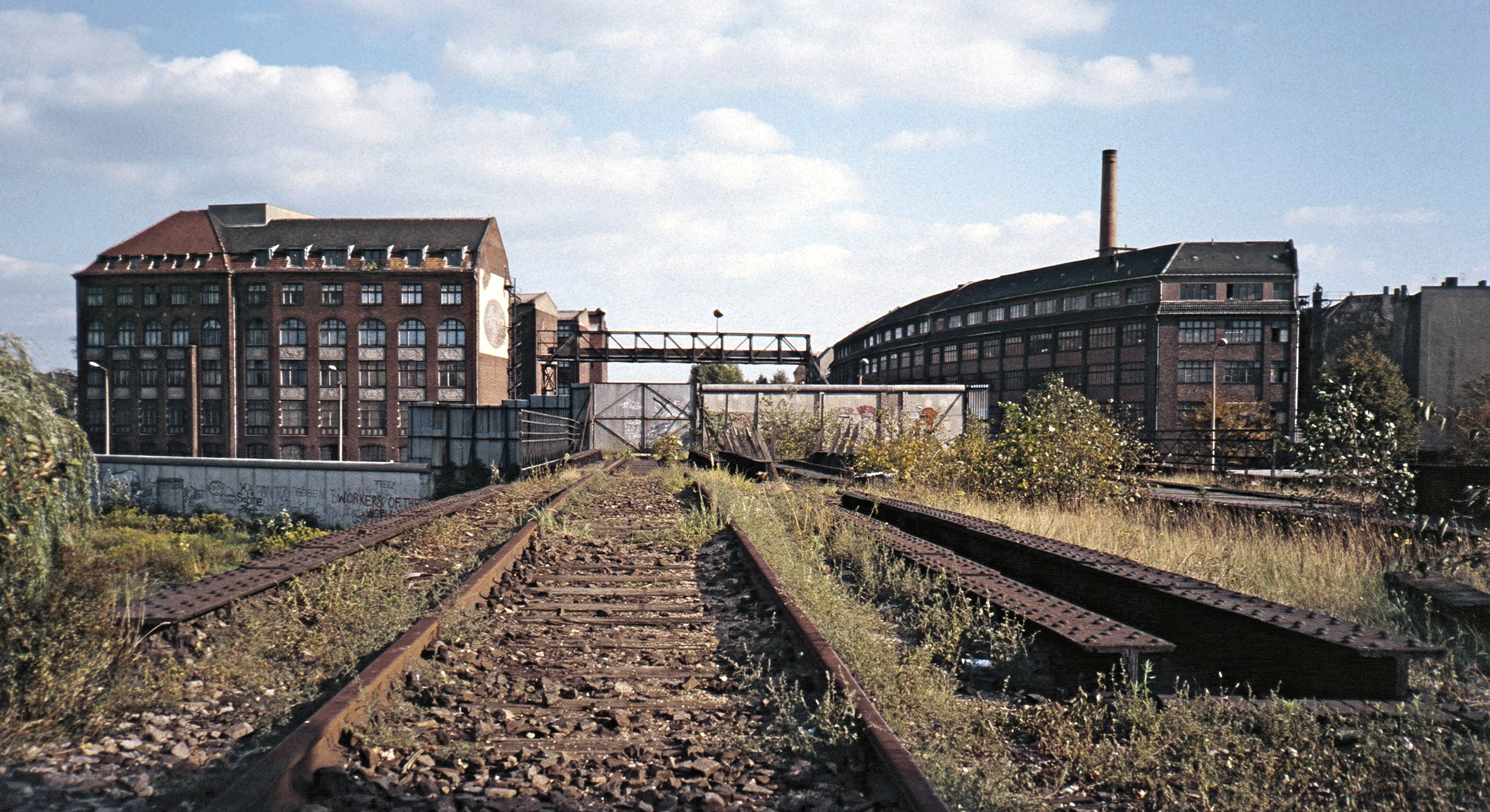
Tor für die Güterzüge und Beschaubrücke der DDR-Grenzsoldaten

In der Nachkriegszeit befanden sich auf dem Gelände riesige Kohlenhalden. Von hier aus wurde ein Teil West-Berlins mit Brennmaterial versorgt. Bis zum 30. Juni 1985 verkehrten über die Verbindung noch Güterzüge zu den auf dem Bahnhofsgelände ansässigen Betrieben (Kieslager, Lagerschuppen einer Spedition, Schrottplatz). An der Landwehrkanalbrücke war dafür extra ein Grenzübergang eingerichtet worden. Reste der eisernen Beschaubrücke an dieser Stelle sind bis heute erhalten. Heute erinnern ein kurzes Stück Gleis östlich der Kanalbrücke und zwei ehemalige Güterschuppen im Görlitzer Park an die ehemalige Bahnhofsnutzung.

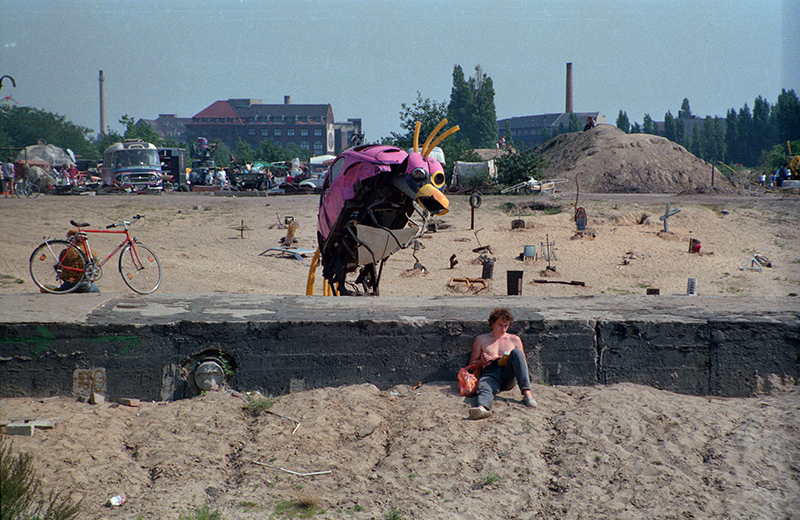
Die Mulde, die während der Beseitigung des Tunnels entstand und danach erhalten blieb

In den späten 1980er Jahren war das Gelände größtenteils eine frei zugängliche Brache, die von den Anwohnern als eine Art überdimensionaler Abenteuerspielplatz genutzt wurde. So wurden regelmäßig große Johannis- und andere Lagerfeuerfeste gefeiert, und Künstlergruppen wie die Mutoid Waste Company nutzten das Freigelände für Performances und andere Aufführungen. Im Jahr 1988 fand ein großer Teil der Kreuzberger Maikrawalle auf dem Bahnhofsgelände statt.

### Gegenwart
Auf dem Gelände des alten Görlitzer Bahnhofs befindet sich seit den 1990er Jahren der Görlitzer Park, in den einige Überbleibsel des Bahnhofs integriert sind. So verbanden im Süden des heutigen Parks mehrere Eisenbahnbrücken das Bahnhofsgelände mit dem Bezirk Treptow, von denen noch eine erhalten ist und als Fußgängerbrücke direkt vom Park südlich der Lohmühleninsel über den Landwehrkanal führt. Ebenfalls im südlichen Teil des Geländes, in der vom Görlitzer Ufer und der Wiener Straße gebildeten Ecke, befand sich ein Lokschuppen mit Drehscheibe.
Der das Bahnhofsgelände in der Achse Liegnitzer/Oppelner Straße unterquerende rund 170 m lange Fußgängertunnel (Görlitzer Tunnel, auch „Harnröhre“ genannt) war bis mindestens Ende 1989 noch begehbar. Im Zuge der Anlage des Parks wich er einer großen Mulde in dessen Mitte. Die ehemaligen Mauern des Tunnels wurden teilweise als Gestaltungselemente einbezogen und sind noch heute erkennbar. Einen Eindruck der Atmosphäre im Tunnel kann der Spreetunnel Friedrichshagen vermitteln, der allerdings rund 50 m kürzer, etwas breiter und etwas höher ist.

## Sonstiges
Der Görlitzer Bahnhof ist auch Ausgangspunkt der Fahrt zweier Hauptfiguren in Irrungen, Wirrungen von Theodor Fontane zum nicht mehr existierenden Haltepunkt Hankels Ablage.

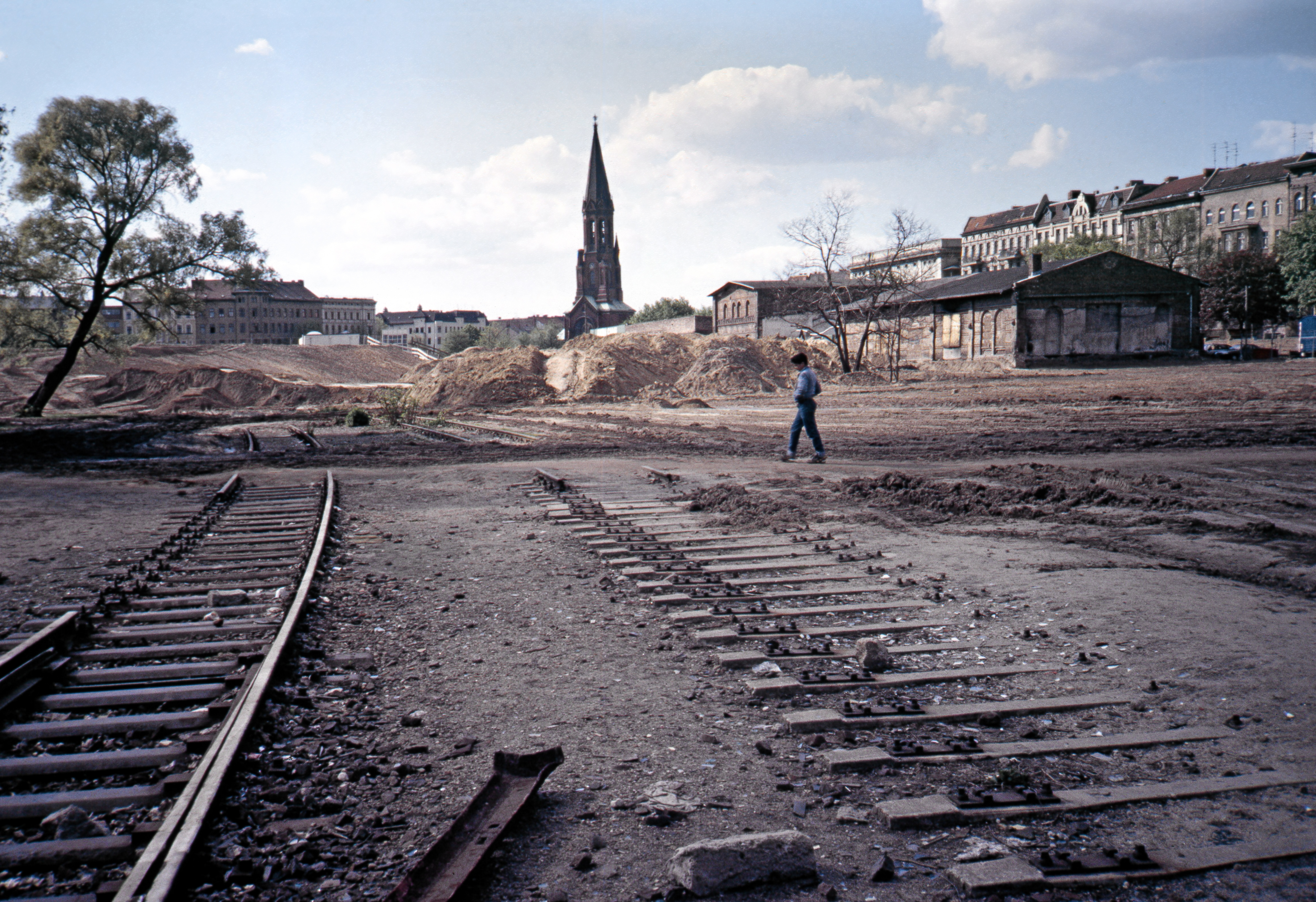
Das letzte Gleis, Mai 1987
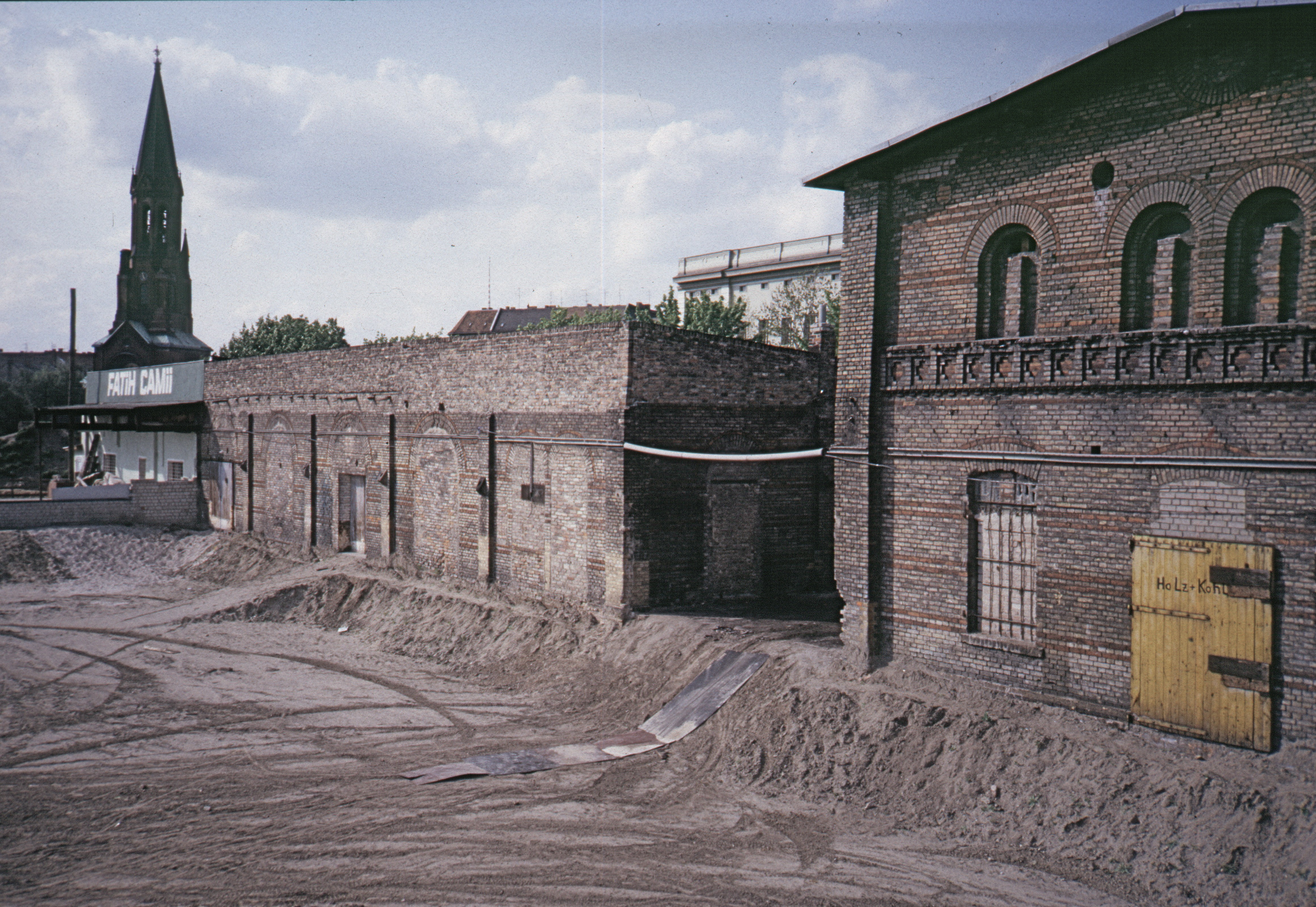
Ehemalige Güterschuppen 1987
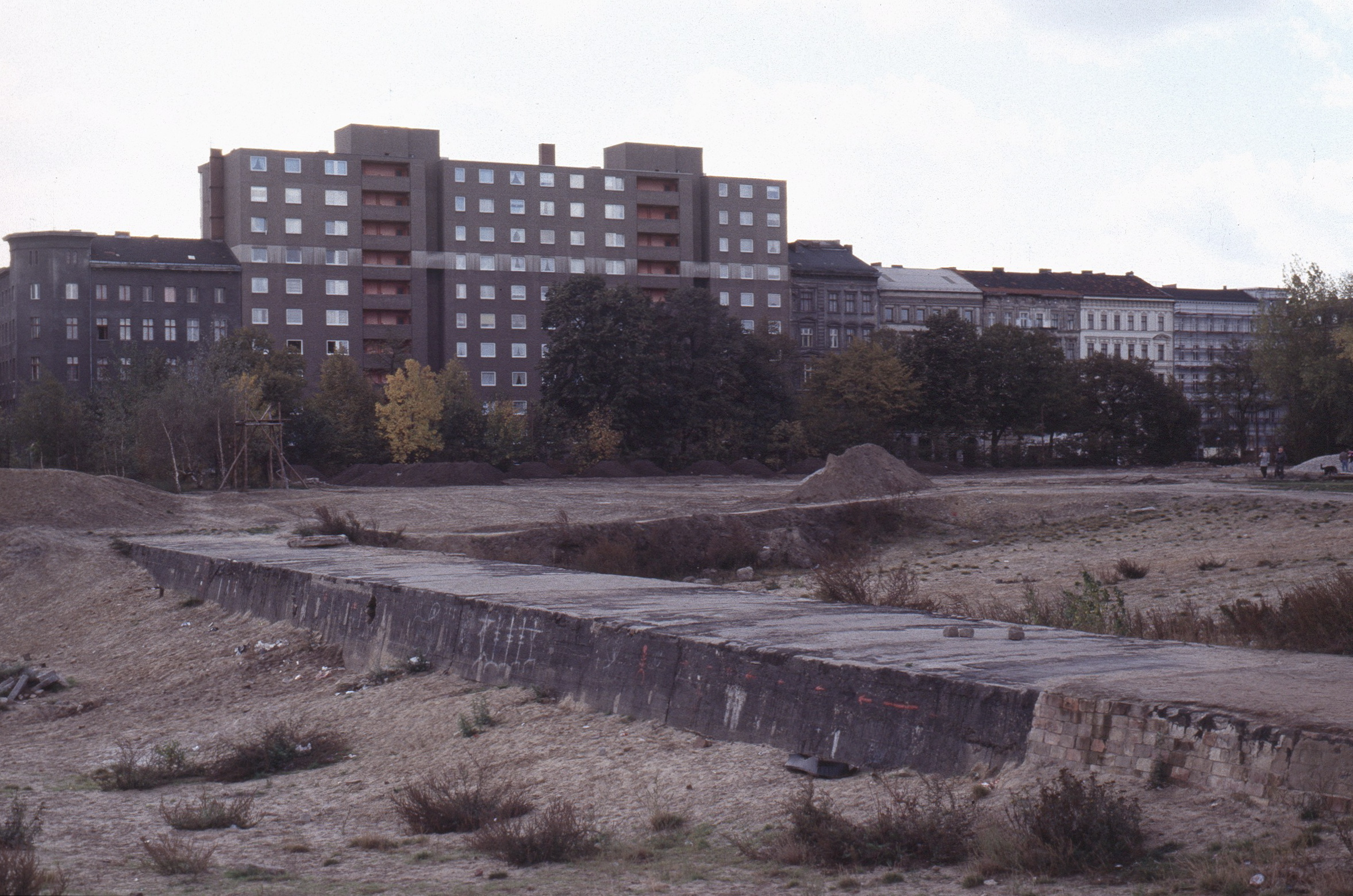
Freigelegte Decke des Fußgängertunnels „Harnröhre“ im Herbst 1989
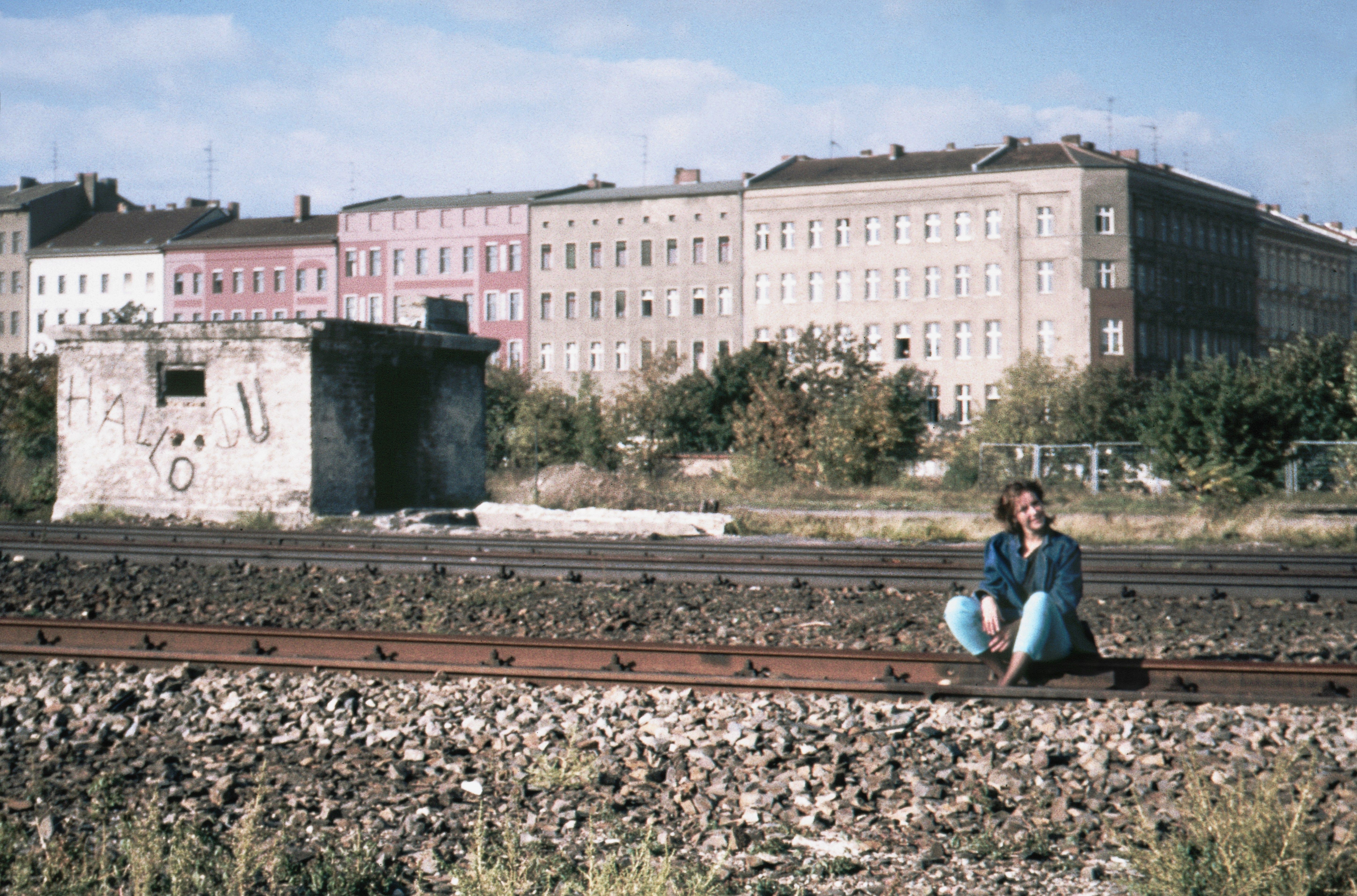
Die Gleise für den gelegentlichen Güterverkehr liegen 1986 noch
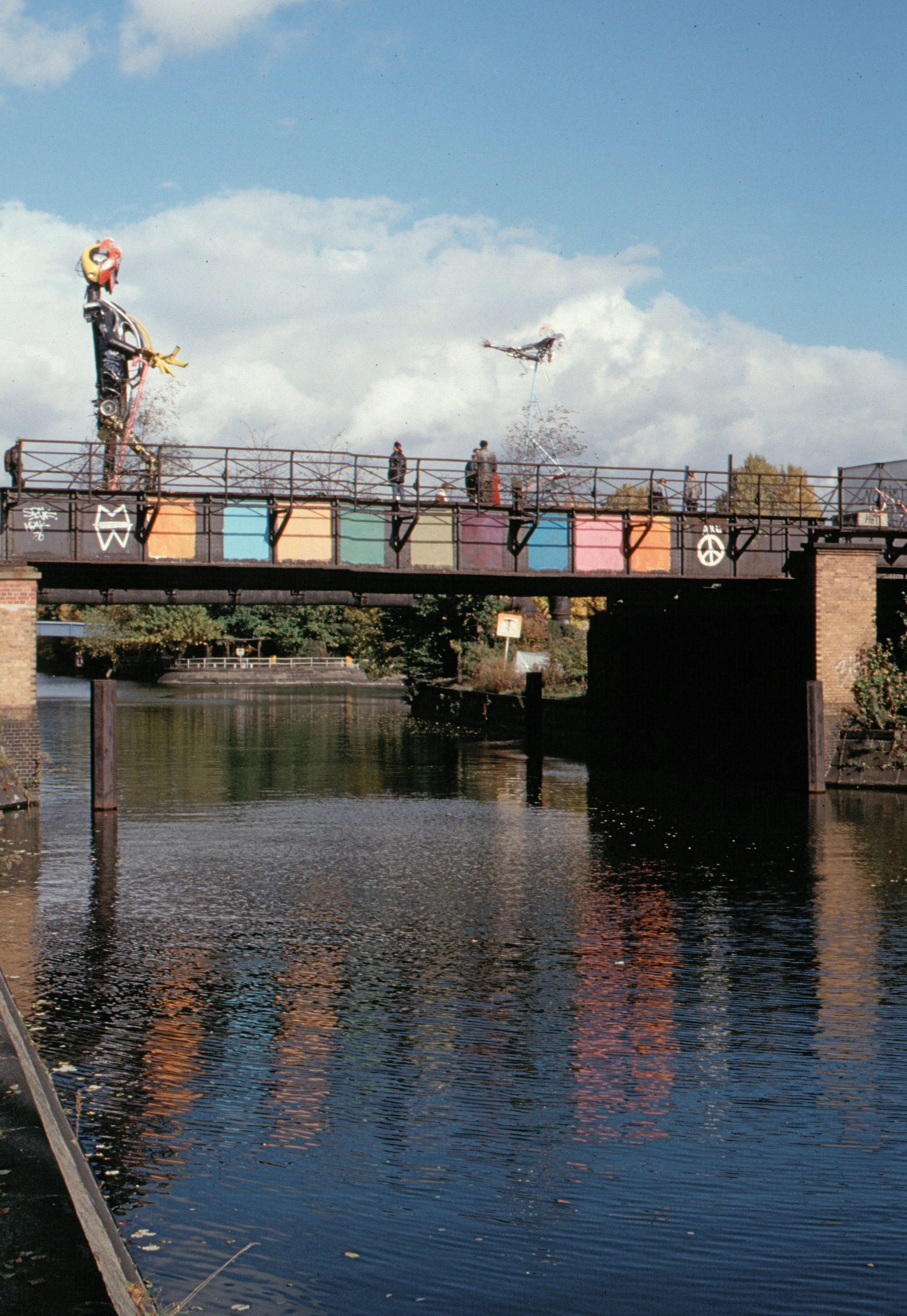
Bahnbrücke über den Landwehrkanal – rechts das Grenztor für die Güterzüge